# 邱村镇
邱村镇，是中华人民共和国安徽省宣城市广德市下辖的一个乡镇级行政单位。

## 行政区划
邱村镇下辖以下地区：
门口塘社区、前路村、南阳村、山北村、吉山村、双溪村、双岗村、新桥村、下寺村、芦塘村、庙西村、李村、梅泉村、施村、谈里村、赵村、祥凌村和白云村。